# 反应性依恋障碍
反应性依恋障碍（英語：Reactive attachment disorder，RAD）在临床文献中被描述为一种相对罕见的严重疾病 ，该病症可能会影响儿童。   在大多数情况下，反应性依恋障碍患者的社交能力及其发展明显受阻。反应性依恋障碍分为两种——“抑制型”和“脱抑制型”。“抑制型”患者在大多数情况下都无法恰当地开展或回应社会交往。在最新修订的《精神障碍诊断与统计手册（第五版）》（DSM-5）中，“脱抑制型”被认为是一种独立的诊断疾病，也被称为“脱抑制型反应性依恋障碍”。 
反应性依恋障碍的病因为儿童早期未能形成对主要照料者的正常依恋。这种障碍可能由儿童早期经历的严重忽视，虐待，六个月至三岁之间突然与照料者分离，照料者频繁更换或对儿童的尝试沟通缺乏回应等多种原因造成。并非所有这样的经历都会导致反应性依恋障碍，甚至可以说在这些经历中真正成为病因的并不占大多数。  它与广泛性发育障碍、发育迟缓以及可能并发症（例如智力障碍）不同，（这些因素都会影响依恋行为）。 反应性依恋障碍的诊断及分类标准与其它依恋类型（如不安全依恋或紊乱型依恋）所使用的分类诊断标准非常不同。 
临床推测反应性依恋障碍患儿在人际方面的内部工作模式极度紊乱，这可能在它们以后的生活中导致人际和行为上的困难。在该方面关于长期作用的研究很少，并且对于五岁以上患儿的症状缺乏阐述。 然而，在20世纪90年代初冷战结束后，东欧孤儿院的开业为研究极贫困条件下抚养的婴幼儿提供了机会。这些研究使人们能够更全面地了解依恋障碍的患病率、病因、作用机制和评估方法，并协助推动了1990年后期的预防治疗计划发展及评估方法优化。该领域的主流理论家提出，除当前的分类外，还应定义更多因依恋问题引起的症状。
针对反应性依恋障碍和其他异常早期依恋行为的主流治疗方案和预防计划是根据依恋理论制定的，这些方案着重于提高照料者的反应能力和敏锐度，如果无法实现，则将孩子托付给其他照料者。 这些方案大多数都在评估阶段。主流的医学从业者和理论家对一些存在争议的心理治疗形式（通常称为依恋疗法）中所谓的反应性依恋障碍或在理论上毫无根据的“依恋障碍”诊断和治疗提出了严厉批评。依恋疗法的理论基础并没有科学依据，且使用的诊断标准或症状清单与ICD-10、DSM-IV-TR或依恋行为的标准都明显不同。依恋疗法中使用了多种治疗方法，其中一些在身体和心理上具有强制性，并且被认为与依恋理论相悖。

## 体征和症状
儿科医生通常是最先评估并推测儿童患有反应性依恋障碍的医疗专业人员。最初的症状会根据孩子的发育和年龄而有所不同，但都会出现社交障碍这一症状。18-24个月大的婴儿可能会出现非器质性发育不良，且对刺激反应异常。除非发现营养不良或脱水，否则实验室检查的结果并不会有显著异常，只会显示血清生长激素水平正常或升高。
反应性依恋障碍的核心特征是患儿的社交关系严重不当。这可以通过三种方式体现出来：
1. 不加选择地试图从任何成年人甚至相对陌生的人（年龄较长的儿童和青少年也可能从同龄人）身上获取安慰与关爱。有时，这也可能表现为拒绝接受任何人的安慰和关爱。
2. 哪怕是面对熟悉的成年人，他们也极度抗拒给予或接受安慰和关爱，在情绪痛苦时更是如此。一些患儿还会表现出品行障碍，例如虐待动物，伤害兄弟姐妹或其他家人、或者故意自残。
3. 其它可以被列为品行障碍的行为，例如 虐待动物, 伤害兄弟姐妹或其他家人，或 故意伤害自己。[10]

尽管反应性依恋障碍与忽视和虐待相联系，但不能仅以此来作为反应性依恋障碍的诊断标准，因为即使遭受了明显的虐待和忽视，儿童仍可能形成稳定的依恋关系和社会关系。但是，这种情况的实例很少。
该疾病的名称强调依恋问题，但它的诊断标准包括了一些其它的症状，例如发育不良、缺乏适当的社会应答能力、缺乏共情能力，以及在8月龄前发病。

### 评估工具
针对反应性依恋障碍，目前还没有普遍接受的诊断方案。在研究和诊断中通常会采取一系列的措施。针对依恋类型，困难或障碍的评估，目前被认可的方法包括：陌生情况程序（由发育心理学家Mary Ainsworth设计）、 分离和团聚程序及对依恋的学龄前评估、看护环境的观察记录、 依恋Q分类法 和各种以主干故事、木偶或图片为形式的描述方式。 对于年龄较大的孩子，评估可以通过实际的访谈进行，例如儿童依恋访谈和自传式情感事件对话。还可以使用诸如儿童访谈的工作模式等程序来评估看护人。
最近的研究还使用了由Smyke和Zeanah（1999）设计的“干扰依恋访谈量表”（DAI）。依恋干扰访谈是一种半结构化访谈，旨在由临床医生对看护人进行管理。它涵盖了12个项目，即“有一个受歧视的，喜欢的成年人”、“在痛苦中寻求安慰”、“对他人给予的安慰作出回应”、“社交和情感上的对等”、“情绪调节”、“冒险离开照料者后回归”、“对陌生成年人保持沉默”、“愿意与亲戚相处”、“自我威胁行为”、“过度依恋”、“警惕/过度遵从”和“角色反转”。该量表的设计不仅是为了反应性依恋障碍的诊断，也是为了提出依恋障碍的新类别。

## 病因
尽管越来越多的儿童心理健康问题归因于遗传缺陷, 但部分反应性依恋障碍显然是由看护者及社会关系问题造成的。 虐待可以与其它必需因素同时产生，但光有虐待还不能完全解释依恋障碍的产生。 有人提出，性情的类型，或对环境的体质反应，可能使某些人在早期就容易受到与照料者的不可预测关系或敌对关系的压力。 在照料者反应不够迅速的情况下，大多数儿童特别容易发展为依恋障碍。
虽然类似的不正常养育会导致两种不同形式的依恋障碍，即“抑制型”和“脱抑制型”，但研究表明，在脱抑制型反应性依恋障碍中，虐待和忽视更为明显和严重。性情问题及其对依恋障碍发展的影响尚未有定论。目前上报的所有反应性依恋障碍病例中，患儿都成长在较为恶劣的环境中，在相同环境下抚养的儿童的结局也是相同的。
在一项为期七年的双胞胎研究中，当讨论到依恋和创伤症状的神经生物学基础时，有人提出了各种形式的心理病理学的根源，包括反应性依恋障碍（RAD），边缘性人格障碍（BPD）和创伤后应激障碍（PTSD），它们都会干扰人体的自我调节系统。高阶自我调节的后续发展会受到威胁，内部工作模式的形成也受到影响。因此，驱动关系中有组织行为的思维“模板”可能会受到影响。在存在“矫正”经历（规范照护）的情况下，患者有机会通过再调节将情绪反应调节到正常范围内。

## 诊断
反应性依恋障碍是精神障碍诊断与统计中研究最少、了解最少的疾病之一。关于反应性依恋障碍的系统流行病学信息很少，其病程尚不明确，难以准确诊断。 对于五岁以上依恋障碍患儿的表现缺乏清晰的表述，并且难以区分依恋障碍、依恋混乱或虐待的后果。
根据美国儿童和青少年精神病学会（AACAP）的规定，表现出反应性依恋障碍迹象的儿童需要全面的精神病学评估和个性化的治疗计划。反应性依恋障碍的体征或症状也可能出现在其他精神疾病中，因此AACAP建议在没有全面的评估之前，不要给孩子贴上标签、作出反应性依恋障碍的诊断。 AACAP的实践参数指出，对于反应性依恋障碍的评估可从儿童与主要看护者互动的持续观察中，或儿童与照料者的依恋行为模式历史中（如有）获取证据。它还需要观察孩子与陌生成年人的行为，并全面了解孩子的早期看护环境，包括儿科医生，老师或社工。 在美国，反应性依恋障碍的评估可能由心理学家，精神科医生，执照的婚姻和家庭治疗师，执照的专业顾问，执照的临床社会工作者或精神科护士进行。
在英国，英国收养与养育协会（BAAF）建议，只有精神科医生才能诊断出依恋障碍，并且任何评估都必须包括对孩子的个人和家族史的全面评估。
根据AACAP实践参数（2005），如何可靠地诊断年龄较大的儿童和成年人的依恋障碍的问题尚未解决。用于诊断反应性依恋障碍的依恋行为会随着发育而显着变化，并且很难确定大龄儿童的类似行为。针对儿童中期或青春期早期，尚无任何经过验证的依恋行为测量标准。 到现在为止，超过入学年龄的反应性依恋障碍患儿的情况有可能根本无法评估，因为此时孩子们的心理已经按照个人的方式发展到一定程度，早期的依恋经历只是情感和行为的许多决定因素之一。

### 标准
《国际疾病分类》第十版详细介绍了反应性依恋障碍（RAD）和脱抑制性依恋障碍（DAD）。《精神疾病的诊断与统计手册》第四版修订本则将婴幼儿时期反应性依恋障碍（RAD）分为两个子类型：抑制型和脱抑制性。这两个分类方法十分相似，都包括：
- 多数情境下，出现明显的情感障碍和成长过程中不相适宜的社会关系.（例如，对来自照料者的照顾采取回避，不回应的态度或对陌生人无区别地亲近；[31]
- 这种障碍不仅由发育迟缓造成，也不符合广泛性发育障碍的标准；[31]
- 5岁以前发病（无法确定在前5年中具体哪一年）;
- 有被严重忽视的历史；
- 区别性偏好依恋对象的隐性缺乏。

对于抑制性依恋障碍来说，《国际疾病分类》第十版中指出该症状可能是由父母的严重忽视，虐待或教养不当直接造成。《精神疾病的诊断与统计手册》相继提出，“病原导致两种障碍的必要原因，病原性护理指的是，长期忽视孩子的基本心理或生理需求或反复更换主要照料者致使选择性依恋无法形成，最终造成情感障碍。因此，诊断的过程中需要儿童的护理史，而不是观察症状。
在《精神疾病的诊断与统计手册》第四版修订本中，抑制型反应性依恋障碍被定义为适当启动或回应社会互动的持续失败，表现为高度抑制，警惕，矛盾。例如，儿童对照料者包含亲近，回避，抗拒等几种矛盾的态度或可能表现出“冷酷的警觉”，过度警惕和冷漠的行为。这些婴儿在收到威胁，恐吓或痛苦时，不寻求或接受照顾，因此无法保持“亲近”。而“亲近”是构成依恋行为的一个重要因素。脱抑制型反应性依恋障碍则主要特征为发散式依恋，即无区别性社交，不能体现出明显的选择性依恋。例如，对相对陌生的人表现出过分的熟稔或对依恋对象缺乏选择性。因此，脱抑制型反应性依恋障碍缺乏依恋对象“特异性”，特异性是依恋行为的第二基本要素。
《国际疾病分类》第十版中包含几个《精神疾病的诊断与统计手册》第四版修订本中未包含的要点，如下：
- 虐待（心理或生理上）；忽视
- 相关情绪紊乱
- 一些情况下，与同伴社会交往不良，对自己和他人的侵犯，痛苦，和发育障碍（仅限抑制型）
- 社会互动及反应能力——通过正常社会关系元素在适当反应和正常人互动中体现（仅限脱抑制型）。

第一条本身仍存在争议，因为虐待本身并不会导致依恋障碍。
抑制型反应性依恋障碍在有合适的照料者的情况下，会表现出逐渐好转的趋势，而脱抑制型则会表现的更加顽强持久。《国际疾病分类》第十版中指出哪怕外部条件发生了明显变化，脱抑制型反应性依恋障碍依旧会持续存在。就依恋障碍来说，抑制型和脱抑制型不是对立关系，它们可以同时存在于同一儿童身上。现在有一个问题，即是否存在两个子类型。世界卫生组织称，在疾病诊断标准及细分方面存在着一定的不确定性。一位评论员指出，很难明确非典型依恋类型的核心特征与差异，也很难对更严重的依恋障碍进行分类。
在2010年，美国精神病学协会在《精神疾病的诊断与统计手册》第五版中提议将反应性依恋障碍（RAD）重新定义为两种不同的疾病。与抑制型对应的依恋障碍将被重新归类为婴幼儿反应性依恋障碍。
对于病原性护理或包含此类行为的护理方式，如今产生了一个新的脱抑制型社会参与障碍标准，其中包括慢性严厉惩罚和严重不当护理。将儿童养育在一个非典型的环境，例如缺少形成依恋关系机会的儿童与照料者比率高的机构，也被认为是导致两种疾病的病原性护理标准之一。

### 鉴别诊断
反应性依恋障碍诊断的复杂性意味着，诊断评估需要由具有特定鉴别诊断专业知识，并训练有素的精神卫生专家进行。其他几种障碍，例如品行障碍，对立违抗性障碍，焦虑障碍，创伤后应激障碍，和社交恐惧症都有很多共同的症状，常常会与反应性依恋障碍混淆，导致诊断结果过度或不足。反应性依恋障碍也可能与神经精神疾病混淆，例如自闭症，普遍发育障碍，儿童精神分裂症和一些基因遗传综合症。患病儿童在住院后生理状况的快速改善可以将其与器质性疾病区分开来。自闭症儿童可能具有正常的身形及体重，但往往会表现出一定程度上的智力残疾。在离开家庭后，他们的病情也不太会有可能改善。

### 替代诊断
在缺乏标准化诊断系统的情况下，除《国际疾病分类》和《精神疾病的诊断与统计手册》之外，许多流行的非正式依恋治疗领域分类系统或检查表是根据临床和父母经验建立的。这些检查表未经验证，许多批判者称它们不准确，定义过于宽泛，或者被不合格的人使用。许多都可以在依恋障碍症治疗网站上找到。这些检查表常见的诊断条件包括说谎、缺乏同情心、残忍，但这些并不符合《国际疾病分类》和《精神疾病的诊断与统计手册》第四版修订本中的诊断标准。许多儿童被确诊为反应性依恋障碍是由于他们的行为问题超出了标准。依恋障碍疗法强调的是依恋障碍的症状，如攻击性行为。然而主流理论家认为这些行为是需要进行仔细评估和治疗的外化通病，而不是依恋障碍。然而，对依恋关系的了解能够有助于外化障碍的病因确定，维持和治疗。
兰多夫依恋障碍问卷（RADQ）是这些检查表中比较著名的一个，经常被其他依恋障碍治疗师们所使用。 检查表中包括93种离散行为，其中许多与其他障碍重叠（例如品行障碍和对立违抗性障碍），或与依恋障碍无关。批判者们认为它是未经验证的，缺乏“特异性”。

## 治疗
评估儿童的安全是至关重要的第一步，它决定了今后是否可以在家庭内进行干预，或是否可以将儿童转移到安全的成长环境。干预治疗包括社会心理支持服务（经济或家庭救助、住房和社会工作支持）、心理治疗干预措施（为父母提供精神疾病治疗、家庭疗法、个人疗法）、教育支援（基本教育技能培训、儿童发展培训）和监测家庭环境中儿童的安全。
2005年，美国儿童与青少年精神病学学会根据其公布的反应性依恋障碍诊断与治疗参数制定了一份指南（由N.W. Boris and C.H. Zeanah设计）。指南中的建议包括：
1. 对于被诊断为反应性依恋障碍的儿童和对特殊照料者缺少依恋的儿童来说，最重要的干预措施是，临床医生要积极成为一个为儿童提供情感上可触及的依恋形象。
2. 虽然反应性依恋障碍的诊断是基于儿童表现出的症状，但照料者对儿童态度及看法的评估对治疗方法的选择也是极其重要的。
3. 患有反应性依恋障碍的儿童会严重扰乱与他人相处的内在模式。在确保儿童处于安全稳定状态下，有效的依恋障碍治疗需要建立在与照料者积极的互动上。
4. 符合反应性依恋障碍标准和表现出攻击性和对立性行为的儿童需要进行辅助（额外）治疗。

针对婴幼儿依恋困难或障碍的主流预防措施或治疗方法是建立在依恋障碍理论之上，专注于增加照料者的反应及敏感性，在无法完成上述工作情况下，可将孩子交给不同的照料者。 这些方法大多处于评估阶段。但无一例外地，这些方法都包括对依恋状态和照料者反应的详细评估，因为依恋是一个涉及依恋行为和照料者反应的双向过程。一些治疗方法和预防措施是专门针对养育者，而不是父母的，因为有依恋困难的婴幼儿表现出的依恋行为经常不能引起照料者适当的回应。 方法主要包括：“观察，等待和怀疑”  增强敏感性回应，修订版的“互动指导”  “临床辅助式视频反馈(CAVES)” “幼儿园家长心理治疗” “安全循环” “依恋与生物行为性追赶 (ABC)” “新奥尔良干预治疗”及亲子心理治疗。其他治疗方法包括，斯坦利·格林斯潘提出的发育，个性差异与源于关系的治疗（DIR，也称为“地板时间”）但此方法更适用于普遍发育障碍的治疗。
这些干预方法对患有反应性依恋障碍的领养儿童或遭受虐待的稍年长儿童的治疗效果尚不明确。